# Tetjana Tschornowol

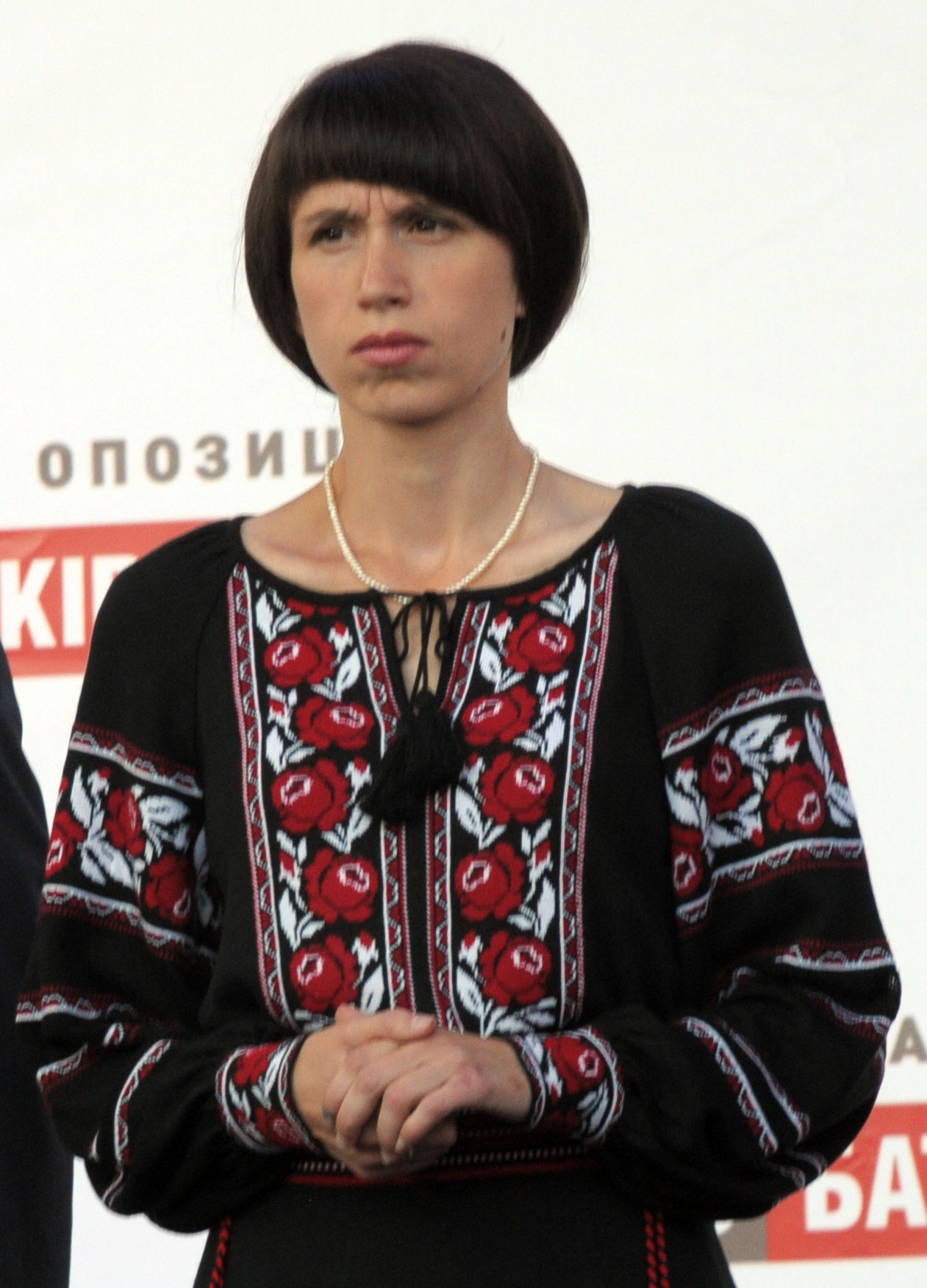
Tetjana Tschornowol (2012)

Tetjana Mykolaiiwna Tschornowol (ukrainisch Тетя́на Микола́ївна Чорново́л; * 4. Juni 1979 in Kiew), ist eine ukrainische Journalistin, Aktivistin und Politikerin. Sie wurde im Kabinett Jazenjuk I zur Regierungsbeauftragten für Fragen der Antikorruptionspolitik ernannt und war Gründungsmitglied der Partei Volksfront.

## Biografie
Tetjana Mykolaiiwna Tschornowol wurde am 4. Juni 1979 in Kiew geboren. Aktuell wohnt sie im Dorf Hora.
Sie begann ihre journalistische Karriere mit 16 Jahren. Sie schrieb dabei unter anderem im Feature-Bereich des ukrainischen Nachrichtenmagazins „PiC“.
Mit 17 trat sie der UNA-UNSO bei und beteiligte sich im Jahr 2001 an ihren Protesten im Zuge der Aktion „Ukraine ohne Kutschma“. Als die UNA-UNSO später Verhandlungen mit den Behörden führte, sah Tschornowol dies als „Verrat an den Prinzipien“ an und verließ die Partei.
Nach der Orangen Revolution begann sie investigativ über Korruption in der Ukraine zu schreiben. Sie schrieb als freie Mitarbeiterin unter anderem für die Zeitungen „Livyy Bereh“, „Obozrevatel“ und „Ukrajinska Prawda“. Ihre bekanntesten Berichte beziehen sich auf ihre ab 2006 getätigten Nachforschungen über die Finanzierung von Wiktor Janukowytschs Residenz Meschyhirja. Am 30. März 2007 reichte Rinat Achmetow beim High Court of Justice in London Klage gegen die Online-Ausgabe der Zeitschrift The Observer ein, da dort in Artikeln Tschornowols Verleumdungen über seine Kindheit und Jugend veröffentlicht worden sein sollen.
In der Nacht des 24. Augusts 2012 brach Tschornowol in das Gelände Meschyhirjas ein und machte dort stundenlang mit ihrem Handy Fotos, bis sie schließlich vom Wachschutz verhaftet wurde. Tschornowol kandidierte bei der Parlamentswahl in der Ukraine 2012 erfolglos als Mitglied der Partei Allukrainische Vereinigung „Vaterland“. Während des Wahlkampfs wurde sie Opfer mehrerer Sabotageakte. Einer ihrer Konkurrenten in ihrem Wahlkreis, der UDAR-Abgeordnete Jaroslaw Dubnewytsch, führte eine PR-Kampagne gegen Tschornowol, die dazu führte, dass in einer Lokalzeitung zu lesen war, Tschornowol hätte in ihren jungen Jahren als Prostituierte gearbeitet. Darüber hinaus wurden die Reifen ihres Fahrzeugs von einem Unbekannten zerstochen. Ein weiterer Unbekannter übergoss sie in einem Treppenhaus mit einem Eimer grüner Farbe.
Am 26. Mai 2013 besetzten Tschornowol und zwei andere Aktivisten einen Baukran, um gegen die Privatisierung des Hostynyj Dwir zu protestieren. Am 16. August 2013 besetzten Tschornowol und vier andere Aktivisten das Gebäude des Kiewer Stadtrates um „Aufmerksamkeit auf die Illegitimität des Kiewer Stadtrates zu ziehen“.

### Euromaidan
Während der Ereignisse vom Euromaidan stellte Tschornowol sich auf die Seite der Opposition. Am 25. November 2013 griffen Tschornowol und andere Unterstützer der Opposition einen Van an, den sie für ein Überwachungsfahrzeug hielten. Tschornowol kletterte auf das Auto und zertrümmerte das Dachfenster. Im Fahrzeug befanden sich Mitarbeiter des SBU, die den Van für „standardmäßige Antiterrorvorsichtsmaßnahmen“ verwendeten. Am 6. Dezember führte Tschornowol einen Marsch auf Meschyhirja an.
Am Abend des 24. Dezember veröffentlichte Tschornowol auf ihrem Blog ein Foto, von dem sie behauptete, es würde die außerhalb der Stadt gelegene Residenz des damaligen Innenministers Witalij Sachartschenko zeigen. In der Nacht darauf wurde ihr Auto laut ihrer eigenen Aussage auf ihrem Nachhauseweg von einem schwarzen Geländewagen abgedrängt. Die Insassen des Fahrzeugs zogen sie darauf heraus und verprügelten sie. Polizeibeamte fanden sie kurz nach Mitternacht neben ihrem Auto liegend und ließen sie ins Krankenhaus bringen. Als Reaktion protestierten hunderte Journalisten und Oppositionelle vor dem Innenministerium. Präsident Janukowytsch verurteilte den Überfall und beauftragte das Innenministerium, die Täter zu finden. Unter anderem wurde der Überfall auch von Petro Poroschenko, Vitali Klitschko, der OSZE und dem Außenministerium der Vereinigten Staaten verurteilt.
Fünf Männer wurden bei den Ermittlungen festgenommen. Laut dem Innenministerium zählen mehrere prominente Personen zu den Verdächtigen des Überfalls, darunter die Klitschko-Brüder. Vitali Klitschko bestritt darauf auf der Webseite seiner Partei die Vorwürfe und kündigte an, er würde den Leiter der Ermittlungsabteilung des Innenministeriums Mykola Chynchyn wegen Verleumdung verklagen. Aufgrund ihrer schweren Verletzungen konnte Tschornowol das Krankenhaus erst am 7. Januar 2014 verlassen.
Nach Janukowytschs Flucht wurden Dokumente sichergestellt, die eine Liste mit Personen enthielten, die Janukowytsch als Feinde ansah. Auf dieser Liste befand sich auch der Name, ein Foto und das Kennzeichen von Tetjana Tschornowol.

### Politische Karriere
Am 5. März wurde Tschornowol im Kabinett Jazenjuk I zur Regierungsbeauftragten für Fragen der Antikorruptionspolitik ernannt. Dem Rechten Sektor zufolge traf Tschornowol im Auftrag der Regierung Oleksandr Musytschkos zwei Wochen vor dessen Tod. Sie habe ihm empfohlen, das Land für einige Monate zu verlassen und ihm dafür 20000$ angeboten. Im April präsentierte sie einen neuen Gesetzesentwurf über die Einrichtung eines „Nationaldienstes zum Kampf gegen Korruption.“
Am 19. August trat sie mit der Begründung „Es gibt in der Ukraine keinen politischen Willen einen kompromisslosen, umfangreichen Krieg gegen Korruption auszuführen“ von ihrem Amt zurück. Unter anderem warf sie der Generalstaatsanwaltschaft vor, sie würde keine Festnahmen durchführen und die Arbeit stattdessen behindern und gab an, das Antikorruptionskomitee würde nicht gegen Großunternehmen vorgehen. Der Tod ihres Ehemannes (siehe Abschnitt „Privates“) habe bei ihrer Entscheidung ebenfalls eine Rolle gespielt.
Am 4. September 2014 wurde Tschornowol zur Beraterin des ukrainischen Innenministeriums ernannt. Tschornowol war Gründungsmitglied der Partei Volksfront und war bei der Parlamentswahl in der Ukraine 2014 auf Listenplatz 2 ihrer Partei.
Im Jahr 2020 wurde Tschornowol wegen des Vorwurfs des Mordes angeklagt, was mancherorts als politischer Prozess aufgefasst wurde. Sie hatte zusammen mit anderen Aktivisten im Jahr 2014 einen Molotowcocktail in ein Büro von Janukowytschs Partei der Regionen geworfen. Dabei kam ein Mensch ums Leben.

### Militärische Tätigkeit
Nach dem russischen Überfall auf die Ukraine 2022 beteiligte sich Tschornowol am Kampf gegen die russische Armee und kommandierte als Leutnant eine mit Panzerabwehrlenkwaffen ausgerüstete Anti-Panzer-Einheit.

## Auszeichnungen
- 2014: Gerd Bucerius-Förderpreis Freie Presse Osteuropas[31]

## Privates
Tschornowol hat zwei Kinder. Ihr Ehemann Mykola Beresowyj kämpfte während der Krise in der Ukraine in der freiwilligen Kampfeinheit Bataillon Asow auf der Seite der ukrainischen Streitkräfte und fiel am 10. August 2014.